# Stazione di Pisciotta-Palinuro
Stazione di Pisciotta-Palinuro vasútállomás Olaszországban, mely Pisciotta-t és Palinuro-t (Centola frazionéja) szolgálja ki.

## Vasútvonalak
Az állomást az alábbi vasútvonalak érintik:
- Battipaglia–Reggio di Calabria-vasútvonal

## Kapcsolódó állomások
A vasútállomáshoz az alábbi állomások vannak a legközelebb:
- Stazione di Ascea
- Caprioli railway halt